# Міжнародна боксерська федерація
Міжнаро́дна боксе́рська федера́ція (англ. International Boxing Federation, скор. IBF) — професійна федерація заснована 1983 року на основі англ. United States Boxing Association) та кількох інших організацій з Європи та Південної Америки. Її засновником був Боб Лі англ. Bob Lee), який після програшу за посаду президента організації WBA разом з іншими діячами вирішив заснувати нову організацію. МБФ об'єднує боксерів-професіоналів США та інших країн, що не входять до інших боксерських організацій (WBA та WBC). Юридична адреса організації міститься в Нью-Джерсі в США. З 2001 року її президентом є Маріян Мучаммад.
Бої організовані МБФ відбуваються у 17 вагових категоріях.

## Актуальні чемпіони версії IBF
| Чемпіони світу IBF — стан з 13.08.2022      |                              |                    |                     |
| Категорія                                   | Ваговий ліміт                | Чемпіон світу      | Дата здобуття пояса |
| Важка вага (heavyweight)                    | понад 200 фунтів (90.719 кг) | Олександр Усик     | 20 липня 2025       |
| Перша важка вага (cruiserweight)            | до 200 фунтів (90.719 кг)    | Джей Опетая        | 18 травня 2024      |
| Напівтяжка вага (light heavyweight)         | до 175 фунтів (79,379 кг)    | Артур Бетербієв    | 11 листопада 2017   |
| Друга середня вага (super middleweight)     | до 168 фунтів (76,204 кг)    | Вільям Скулл       | 19 жовтня 2024      |
| Середня вага (middleweight)                 | до 160 фунтів (72,575 кг)    | Жанібек Алімханули | 14 жовтня 2023      |
| Перша середня вага (super welterweight)     | до 154 фунтів (69,853 кг)    | Бахрам Муртазалієв | 5 квітня 2024       |
| Напівсередня вага (welterweight)            | до 147 фунтів (66,678 кг)    | Джарон Енніс       | 9 листопада 2023    |
| Перша напівсередня вага (super lightweight) | до 140 фунтів (63,503 кг)    | Ліам Паро          | 15 червня 2024      |
| Легка вага (lightweight)                    | до 135 фунтів (61,235 кг)    | Василь Ломаченко   | 12 травня 2024      |
| Друга напівлегка вага (super featherweight) | до 130 фунтів (58,967 кг)    | Ентоні Какаче      | 18 травня 2024      |
| Напівлегка вага (featherweight)             | до 126 фунтів (57,153 кг)    | Анджело Лео        | 10 серпня 2024      |
| Друга легша вага (super bantamweight)       | до 122 фунтів (55,338 кг)    | Іноуе Наоя         | 26 грудня 2023      |
| Легша вага (bantamweight)                   | до 118 фунтів (53,524 кг)    | Рьосуке Нішіда     | 5 травня 2024       |
| Друга найлегша вага (super flyweight)       | до 115 фунтів (52,163 кг)    | Фернандо Мартінес  | 26 лютого 2022      |
| Найлегша вага (flyweight)                   | до 112 фунтів (50,802 кг)    | Анхель Аяла        | 9 серпня 2024       |
| Перша найлегша вага (light flyweight)       | до 108 фунтів (48,988 кг)    | Масамічі Ябукі     | 12 жовтня 2024      |
| Мінімальна вага (minimumweight)             | до 105 фунтів (47,627 кг)    | Педро Тадуран      | 28 липня 2024       |